# Sushila Chand
Sushila Chand (ur. 16 maja 1993) – nepalska zapaśniczka walcząca w stylu wolnym. 
Dwunasta na igrzyskach azjatyckich w 2022. Srebrna medalistka Igrzysk Azji Południowej w 2019. Piąta na igrzyskach wojskowych w 2019 roku.